# 중공음극램프

중공음극램프의 기본 다이어그램

중공음극램프(中空陰極램프) 또는 속빈음극램프(Hollow-cathode lamp, HCL)는 물리 및 화학에서 스펙트럼 선 광원(예: 원자 흡수 분광계) 및 레이저와 같은 광원의 주파수 조정기로 사용되는 냉음극 램프 유형이다. HCL은 중공음극이 없는 냉음극 램프보다 더 낮은 전압과 더 많은 전류로 전도를 일으키는 중공 음극 효과를 활용한다.
HCL은 일반적으로 음극, 양극 및 완충 기체(보통 비활성 기체)를 포함하는 유리관으로 구성된다. 양극과 음극에 큰 전압이 걸리면 완충 기체가 이온화되어 플라즈마가 생성된다. 그러면 완충 기체 이온이 음극으로 가속되어 음극에서 원자가 튀어 나온다. 완충 기체와 스퍼터링된 음극 원자는 모두 플라즈마의 다른 원자/입자와의 충돌로 인해 여기된다. 이러한 여기된 원자는 더 낮은 상태로 붕괴되면서 광자를 방출한다. 이 광자는 샘플의 원자를 자극하여 자체 광자를 방출하고 데이터를 생성하는 데 사용된다.

## 같이 보기
- 광원 목록